# Deportacions soviètiques de Bessaràbia i Bucovina del Nord
Les Deportacions soviètiques de Bessaràbia i Bucovina del Nord van formar part de la política de repressió de Ióssif Stalin. Els deportats eren normalment traslladats als anomenats assentaments especials (спецпоселения)

## 1941
Entre el 12 i el 13 de juny de 1941, 29.839 membres de les famílies dels "contrarevolucionaris i nacionalistes" de l'RSS de Moldàvia i dels óblasts de Txernivtsi i Izmail (RSS d'Ucraïna) van ser deportats al Kazakhstan, a Komi, al krai de Krasnoiarsk, a Omsk i a Novossibirsk. Serguei Goglidze, de l'NKVD i persona de confiança de Lavrenti Béria, va estar al càrrec d'aquesta deportació.

## 1942
El 21 de juny de 1941, l'Alemanya Nazi, juntament amb diversos països més (incloent Romania), van envair la Unió Soviètica. Amb l'inici de la guerra van produir-se més deportacions a la Unió Soviètica. L'abril del 1942, romanesos i membres d'altres nacionalitats van ser deportats de Crimea i del Caucas septentrional. Al juny de 1942, els romanesos van ser deportats del krai de Krasnodar i de l'óblast de Rostov.

## 1949
El 6 de juliol de 1949, 35.796 persones de l'RSS de Moldàvia van ser detingudes i deportades a territoris similars que a la deportació de 1941.

## 1951
El 19 de febrer de 1951, Víktor Abakúmov, cap del SMERSH, lliurà a Stalin una nota secreta que llistava les xifres planejades de Testimonis de Jehovà d'Ucraïna, Belarús, Estònia, Letònia, Lituània i Moldàvia, amb 1.675 persones (670 famílies). El 3 de març, el Consell de Comissaris del Poble publicà el decret corresponent, seguit d'una ordre del Ministeri de Seguretat de l'Estat del 6 de març. El 24 de març, el Consell de Ministres de l'RSS de Moldàvia publicà el decret de confiscació i venda de les propietats dels deportats. L'Operació Nord s'inicià l'1 d'abril de 1951 a les 04:00, i les batudes van finalitzar l'endemà. Els deportats van ser qualificats com a colons especials. En total van haver 723 famílies (2.617 persones) deportades de l'RSS de Moldàvia la nit del 31 de març a l'1 abril, membres de grups protestants, qualificats com a elements religiosos considerats com un perill potencial per al règim comunista.